# (3068) Khanina
(3068) Khanina est un astéroïde de la ceinture principale.

## Description
(3068) Khanina est un astéroïde de la ceinture principale. Il fut découvert le 23 décembre 1982 à Naoutchnyï par Lioudmila Karatchkina. Il présente une orbite caractérisée par un demi-grand axe de 2,23 UA, une excentricité de 0,10 et une inclinaison de 6,4° par rapport à l'écliptique.

## Compléments